# Krueng Tunong
Krueng Tunong is een bestuurslaag in het regentschap Aceh Jaya van de provincie Atjeh, Indonesië. Krueng Tunong telt 485 inwoners (volkstelling 2010).